# Manipulación vertebral

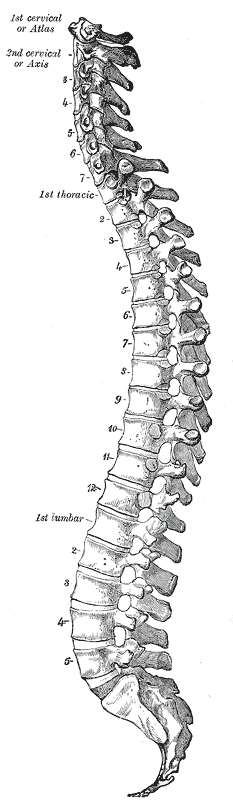
Columna vertebral

La manipulación vertebral (MV) es una forma especializada de terapia manual que utiliza técnicas de tratamiento no invasivas "hands-on" para abordar el dolor y las discapacidades musculoesqueléticas. Ha sido utilizada como una intervención terapéutica durante siglos.Este enfoque terapéutico implica la aplicación de estímulos mecánicos a los tejidos de la columna vertebral mediante el uso de palancas cortas y largas.

## Indicaciones Terapéuticas
La MV es frecuentemente utilizada por diversos profesionales de la salud, incluyendo fisioterapeutas, osteópatas, quiroprácticos y médicos, para tratar disfunciones cervicales y lumbares, tanto agudas como crónicas, además de otras condiciones musculoesqueléticas.

## Características y Principios de la MV
La forma más común de MV incluye un impulso de alta velocidad y baja amplitud (AVBA) dirigido a las articulaciones interapofisarias.Esta técnica se caracteriza por un movimiento pasivo que desplaza los componentes de una articulación o grupo de articulaciones más allá de su rango fisiológico normal, es decir, en un rango parafisiológico que no excede los límites anatómicos del movimiento.
La MV suele estar asociada con un sonido de "chasquido", originado por la cavitación del líquido sinovial, la cual ocurre debido a la separación de las superficies facetarias en las articulaciones cigapofisarias.La cavitación es una característica distintiva del impulso de AVBA, que diferencia esta intervención de otras formas de terapia manual.

## Efectos Neurofisiológicos de la MV
El movimiento intersegmentario provocado por la MV puede desempeñar un papel fundamental en la inducción de respuestas neurofisiológicas, con la capacidad de alterar tanto las propiedades mecánicas como las neuronales de los husos musculares.Los husos musculares y los órganos tendinosos de Golgi (OTG), con terminaciones receptoras en los músculos paraespinales, responden a las cargas vertebrales cuyos perfiles carga-tiempo son similares a las cargas aplicadas durante la MV.Estas cargas inducen una fuerza suficiente para activar simultáneamente mecanorreceptores somáticos superficiales y profundos, así como propioceptores y nociceptores.Por consiguiente, la MV induce un estímulo en el sistema nervioso central (SNC) a través de entradas sensoriales de los propioceptores musculares, lo que se sugiere que contribuye a normalizar el comportamiento de las neuronas centrales, alterando la entrada aferente del SNC a nivel segmentario mediante la activación de estructuras alrededor de la articulación manipulada así como a nivel cortical mediante la estimulación de las vías descendentes.
Los efectos neurofisiológicos asociados con la MV incluyen modificaciones neuroplásticas centrales, cambios en la excitabilidad de las neuronas motoras, mejora de la fuerza muscular, incremento del impulso cortical, activación del circuito descendente de modulación del dolor y disminución de la sensibilización central.